# Тепе
Тепе (словен. Tepe) је насељено место у општини Литија, Засавска регија, Словенија.

## Историја
До територијалне реорганизације у Словенији биле су у саставу старе општине Литија.

## Становништво
У попису становништва из 2011. године, Тепе су имале 185 становника.
| Број становника према пописима | Број становника према пописима | Број становника према пописима |
| ------------------------------ | ------------------------------ | ------------------------------ |
| 1991                           | 2002                           | 2011                           |
| 148                            | З                              | 185                            |

Напомена: Године 1952. настала спајањем насеља Сподње Тепе и Згорње Тепе, која су укинута. Године 1953. повећано за насеље Жамбох, које је укинуто.
- Ознака З представља заштићене податке

## Галерија
- капелица
- засеок Сподње Тепе
- засеок Средње Тепе
- засеок Згорње Тепе
- засеок Жамбох
- панорама
- пејзаж